# Josephskapelle (Neustadt an der Weinstraße)
Die Josephskapelle ist heute eine Ruine in der Haardt (Pfälzerwald) oberhalb der Stadt Neustadt an der Weinstraße im Rheinland-Pfalz. Sie wurde 1733 erbaut und schon 60 Jahren später zerstört. Die Ruine ist als Kulturdenkmal im Neustadter Ortsteil Haardt gelistet.

## Lage
Die Ruine befindet sich auf einer Höhe von ca. 300 m am bewaldeten unteren Südosthang des Wolfsbergs (490,7 m ü. NHN), dem Südausläufer des Weinbiets (554 m) im Naturpark Pfälzerwald, der wiederum zum Biosphärenreservat Pfälzerwald-Vosges du Nord gehört. Zur Zeit der Erbauung war der Berg weitestgehend waldfrei, so dass sich die Kapelle weit sichtbar in exponierter Lage am damals so benannten Kapellenberg befand. Ab 1813 erfolgte die Wiederaufforstung der Hänge, so dass die Ruine sich heute eher unscheinbar im Wald befindet und je nach Jahreszeit von waldtypischer Vegetation überwachsen ist.

## Geschichte
Die Kapelle Heilig Geist und St. Joseph wurde im Jahr 1733 erbaut. Stifter und Bauherr war Peter Joseph Scherer von Hohencreutzberg (1705–1734), ein Mitglied einer einflussreichen und wohltätigen Neustadter Familie. Diese hatte im 18. Jahrhundert mehrere „Landschreiber“ als leitende Beamte des kurpfälzischen Oberamtes Neustadt gestellt. Die Erlaubnis zur Kapellenweihe wurde erst 1736 durch der Speyerer Fürstbischof Damian Hugo Philipp von Schönborn-Buchheim erteilt. Die Baukosten betrugen 500 Gulden. Eine jährliche Kapellenstiftung von 100 Gulden verpflichtete den katholischen Pfarrer jährlich 40 Messen zum Gedenken an den Stifter und seine Familie zu lesen. Diese wurden schon 1747 auf 28 reduziert. Während des Ersten Koalitionskriegs 1792 bis 1797 wurde Neustadt durch französische Truppen besetzt. Infolge des Kirchensturms französischer Revolutionstruppen erfolgte zum Jahreswechsel 1793/1794 die Zerstörung der Kapelle. In den folgenden Jahren wurden etwa 150 m3 Trümmersteine als Baumaterial weiterverwendet. Der Neustadter Verleger Kommerzienrat Carl Liesenberg (1866–1931) plante 1919 die Kapelle mit dem umliegenden Wald zu kaufen, um die Kapelle wieder aufzubauen und eine Familiengruft nach Plänen des Neustadter Architekten Müller zu errichten. Nach dem Tod von Liesenberg wurde das Vorhaben von seinem Sohn nicht weiter verfolgt. Mit der Eingemeindung der Gemeinde Haardt ging die Kapellenruine 1969 in den Besitz der Stadt Neustadt über. Eine Fördergemeinschaft Haardt begann 1984/1985 unautorisiert mit der Freilegung der Ruine, was dann durch die Denkmalschutzbehörde unterbunden wurde. 2008 erfolgte die Aufnahme als Kulturdenkmal in die amtliche Denkmaltopographie des Landes Rheinland-Pfalz.

## Beschreibung
Für die Errichtung der Kapelle wurde eine fast 25 Meter lange und 10 Meter breite Hangterrasse angelegt. Es existierte ein mit Sandsteinen gestückter Prozessionsweg, der den damals geräumigen Kapellenvorplatz von Nordosten erreichte. Von der Kapelle gibt es keine historischen Darstellungen, so dass keine Aussagen über den Baustil möglich sind. Ein eher spartanischer Bauplan von 1733 beschreibt einen Saalbau mit einem nahezu quadratischen Schiff und einer Apsis mit turmartigen Aufbau an der Südwestseite. Aus dem noch vorhandenen Mauerwerk kann eine Gesamtlänge von 11,50 Meter und eine Breite von 11 Metern abgeleitet werden. Die Neigungswinkel der Reste der beidseitig der Kapelle noch erhaltenen Stützpfeiler lassen auf eine Traufhöhe der Außenmauern von etwa 4,50 Meter schließen. Als Baumaterial wurde gelber Haardt-Sandstein aus der unmittelbaren Umgebung verwendet.

## Zugang und Wandern
Ein kurzer Zugang ist mit einem Kilometer vom Wanderparkplatz am Ende des Meisentals möglich. Auch ein kurzer Aufstieg vom westlichen Stadtrand von Neustadt über die Dr.-Welsch-Terrasse führt zur Ruine. Der Prädikatswanderweg Pfälzer Weinsteig passiert in der Etappe von Deidesheim nach Neustadt an der Weinstraße die Ruine.